# 宾居镇
宾居镇，是中华人民共和国云南省大理白族自治州宾川县下辖的一个乡镇级行政单位。

## 行政区划
宾居镇下辖以下地区：
宾居村、毗村、杨官村、龙口村、石马村、龙泉村、清河村和乌龙坝村。